# Vandnavle-slægten
Vandnavle-slægten (Hydrocotyle) er en slægt af planter, der består af omkring 130 arter, hvoraf en enkelt findes vildtvoksende i Danmark.

## Arter
Den danske art i slægten:
- Vandnavle (Hydrocotyle vulgaris)